# Tshekardophlebia
Tshekardophlebia – wymarły rodzaj owadów z rzędu Reculida i rodziny Sylvaphlebiidae, obejmujący tylko jeden znany gatunek: Tshekardophlebia capitata.
Rodzaj i gatunek opisane zostały w 2004 roku przez Daniła Aristowa. Opisu dokonano na podstawie pojedynczej skamieniałości, odnalezionej w formacji Koszelewka, w rosyjskiej Czekardzie i pochodzącej z piętra kunguru w permie.
Owad o bardzo dużej głowie, wyraźnie większej od odwrotnie trapezowatego i zaopatrzonego w umiarkowanie szerokie paranotalia przedplecza. Śródplecze i zaplecze były tak szerokie jak długie. Przednie skrzydło miało około 13 mm długości, brzegi przedni lekko wypukły, a pole subkostalne szersze od kostalnego. W jego użyłkowaniu zaznaczały się: przekraczająca środek skrzydła żyłka subkostalna, dwugałęzista przednia żyłka medialna oraz grzebieniasta i zaopatrzona w 5 odgałęzień tylna żyłka medialna. Tylne skrzydło miało około 11 mm długości. Odnóża smukłe, najbardziej wydłużone były te tylnej pary. Szerokości ud i goleni w przedniej parze odnóży były takie same.